# Шенјанг Ј-31
Шенјанг Ј-31 је кинески двомоторни млазни ловац пете генерације, смањене радарске уочљивости. Развила га је кинеска компанија Шенјанг из истоименог града. Извозни назив и ознака авиона је Шенјанг ФЦ-31.

## Развој и дизајн
Кинеско ратно ваздухопловство је званично подржало развој двомоторног млазног ловца пете генерације Ченду J-20, а потом га је и усвојило у наоружање. Развој авиона Шенјанг Ј-31 представља приватни подухват компаније Шенјанг. Намењен је првенствено потенцијалним купцима из иностранства. Такође, потенцијални корисник авиона би могла бити и кинеска ратна морнарица. Постоји могућност развоја палубне верзије авиона Шенјанг Ј-31, која би била базирана на кинеским носачима авиона.
Прототипови који су летели користили су руске млазне моторе Климов РД-93, док би наредни прототипови и серијски примерци могли користити млазне моторе кинеске производње.